# Fabian Eggenfellner
Fabian Eggenfellner (* 30. März 2001) ist ein österreichischer Fußballspieler.

## Karriere
Eggenfellner begann seine Karriere beim USC Ruppersthal. Zwischen 2010 und 2011 spielte er für den FZSV Rußbach. 2015 kam er in die Jugend des SV Horn. Im Oktober 2016 spielte er erstmals für die Zweitmannschaft von Horn in der sechstklassigen Gebietsliga.
Im Mai 2018 stand er gegen die Amateure des SKN St. Pölten erstmals im Kader der ersten Mannschaft des SV Horn. Mit Horn stieg er zu Saisonende in die 2. Liga auf.
Sein Debüt in der zweithöchsten Spielklasse gab Eggenfellner im August 2018, als er am sechsten Spieltag der Saison 2018/19 gegen die SV Ried in der Halbzeitpause für Julian Velisek eingewechselt wurde.
Zur Saison 2019/20 wechselte er zu den drittklassigen Amateuren des SK Rapid Wien, bei dem er einen bis Juni 2021 laufenden Vertrag erhielt. Bei Rapid kam er zunächst in der Akademie zum Einsatz. Mit Rapid II stieg er 2020 in die 2. Liga auf. Im Mai 2023 unterschrieb Eggenfellner für ein weiteres Jahr bei den Hütteldorfern. Mit Rapid II stieg er 2023 wieder aus der 2. Liga ab. In der Saison 2023/24 gelang ihm mit dem Team aber der direkte Wiederaufstieg.
Diesen machte Eggenfellner aber nicht mehr mit, nach 104 Einsätzen für Rapid II wechselt er zur Saison 2024/25 zum Regionalligisten Kremser SC.